# Аверзивна контрола
Аверзивна контрола је управљање или моделовање понашања организма превасходно кажњавањем, односно, путем аверзивних дражи које прате непожељно понашање.